# Heterometrus liophysa
Heterometrus liophysa ist ein indonesischer Skorpion der Familie Scorpionidae.

## Beschreibung
Heterometrus liophysa ist ein 110 bis 140 Millimeter langer Skorpion mit rötlich-schwarzer bis schwarzer Grundfarbe. Die Chelae sind leicht lappenförmig, mit einem Verhältnis von Länge zu Breite von etwa 3 zu 1 bei männlichen und etwa 2,2 zu 1 bei weiblichen Skorpionen. Ihre Oberseite ist relativ glatt mit nur wenigen Granulen, die keine Kiele bilden. Die Pedipalpen zeigen einen deutlichen Sexualdimorphismus, die Femora, Patellen und Chelae männlicher Tiere sind schmaler und langgestreckter als die der weiblichen. Insbesondere der feste Finger ist bei männlichen Tieren auffallend lang. Der Carapax hat eine granulöse Oberfläche. Die Kämme des Kammorgans haben bei beiden Geschlechtern 13 bis 18 Zähne. Das Telson ist behaart und langgestreckt, mit einer Giftblase, die länger als der Giftstachel ist.

## Verbreitung und Lebensraum
Als Terra typica von Heterometrus liophysa wurde in der Erstbeschreibung in Sumatra ad Ajer Mancior angegeben. Diese Angabe wurde in der Vergangenheit wiederholt falsch mit der Stadt Aceh im Norden der indonesischen Insel Sumatra gleichgesetzt. Sie stammte offenbar von dem Sammler der Typexemplare, dem italienischen Botaniker Odoardo Beccari. Beccari selbst beschrieb mit Musa sumatrana eine Bananenart, die mittlerweile mit Musa acuminata synonymisiert worden ist. In seiner Beschreibung gab er als Fundort einen Wasserfall im Tal des Flusses Anai in West-Sumatra an, der in der minangkabauischen Sprache Air Mantjur genannt wird. Die Terra typica befindet sich bei dem Wasserfall im Tal des Flusses Batang Anai (0° 29′ 0,5″ S, 100° 20′ 17,5″ O), etwa sieben Kilometer westlich der Stadt Padang Panjang in der Provinz Sumatra Barat, auf einer Höhe von 495 Metern über dem Meeresspiegel.
Das Verbreitungsgebiet umfasst die indonesischen Inseln Sumatra, die Mentawai-Inseln, Nias, Babi, die Batu-Inseln und Weh.

## Systematik

### Unterarten
- Heterometrus liophysa separatus Couzijn, 1981: H. W. C. Couzijn beschrieb 1981 in seiner Revision der Gattung Heterometrus diese Unterart von Heterometrus liophysa nach Exemplaren von der Insel Weh.[5]
- Heterometrus liophysa spartanicus Couzijn, 1981: diese Unterart wurde von Couzijn nach einem einzigen Sammlungsexemplar von der Insel Babi beschrieben.[5]

František Kovařík gab 2004 in seiner Revision der Gattung Heterometrus an, dass er nicht in der Lage gewesen sei, den Status dieser beiden Unterarten zu verifizieren.

### Erstbeschreibung
Die Erstbeschreibung erfolgte durch Tamerlan Thorell im Jahr 1888.

### Typmaterial
Thorell stützte seine Erstbeschreibung auf drei seiner Auffassung nach männliche Exemplare, die von Odoardo Beccari gesammelt worden waren. Die Typexemplare befanden sich zum Zeitpunkt der Erstbeschreibung in der Sammlung des Museo di storia naturale Giacomo Doria in Genua. Zum Zeitpunkt der Revision der Gattung Heterometrus durch H. W. C. Couzijn im Jahr 1981 waren sie nicht mehr aufzufinden und wahrscheinlich verloren. Couzijn legte daher ein adultes männliches Exemplar aus Padang als Neotypen fest. Er befindet sich im niederländischen Naturkundemuseum Naturalis in Leiden.
Die von Carl Friedrich Roewer 1943 als Holotypus und Paratypus von „Heterometrus laevifrons“ festgelegten Exemplare, jeweils ein juveniler männlicher und weiblicher Skorpion von der Insel Siberut, befinden sich in der Sammlung des Senckenberg Naturmuseum in Frankfurt am Main.
Ein männlicher Holotypus, ein Allotypus und zwei männliche und ein weiblicher Paratypus von Heterometrus liophysa separatus von der Insel Weh sowie der männliche Holotypus von Heterometrus liophysa spartanicus von der Insel Babi befinden sich in der Sammlung des Naturkundemuseums Naturalis in Leiden.

### Etymologie
Der Artname ist von den altgriechischen Wörtern leios (deutsch: „glatt“) und phusa (deutsch: „Blase“) abgeleitet. Er bezieht sich auf die glatte Unterseite der Giftblase, die bei anderen Arten Granulen aufweist.

### Synonyme (chronologisch)
- Palamnaeus liophysa Thorell, 1888: der Name wurde von Thorell in seiner Erstbeschreibung vergeben, die Gattung Palamnaeus war jedoch bereits 1879 von Ferdinand Karsch zum Synonym von Heterometrus erklärt worden.[6][11]
- Scorpio longimanus liophysa Kraepelin, 1894: Karl Kraepelin machte Thorells Palamnaeus liophysa in seiner großen Revision der Skorpione zu einer Unterart von Scorpio longimanus, weil er der Auffassung war, dass die von Thorell angeführten Unterscheidungsmerkmale für die Abgrenzung einer Art nicht hinreichend seien. Wenige Jahre später, in seinem 1899 erschienenen Arachnidenband in der Reihe Das Tierreich, führte er die Art ohne nähere Erläuterungen als Heterometrus liophysa auf.[12][13]
- Heterometrus liophysa madoerensis Kopstein, 1921: diese Unterart wurde 1921 von Felix Kopstein nach einem einzigen subadulten weiblichen Exemplar von Madura beschrieben. Sie wurde 1981 von Couzijn zur Art erhoben, aber von Kovařík 2004 zum Synonym von Heterometrus liophysa erklärt.[1][14][15]
- Heterometrus laevifrons Roewer, 1943: Carl Friedrich Roewer beschrieb 1943 diese Art nach zwei juvenilen Sammlungsexemplaren, die das Senckenberg Naturmuseum in Frankfurt am Main neu erworben hatte. Die Art wurde 1981 von Couzijn zur Unterart von Heterometrus (Heterometrus) liophysa laevifrons herabgestuft und 2004 von Kovařík mit Heterometrus liophysa synonymisiert.[1][16][17]
- Heterometrus (Heterometrus) liophysa laevifrons Couzijn, 1981: von Couzijn zur Unterart herabgestufter Heterometrus laevifrons Roewer, 1943. Die Unterart wurde 2004 von Kovařík mit der Nominatform synonymisiert.[1][17]
- Heterometrus (Heterometrus) liophysa liophysa Couzijn, 1981: H. W. C. Couzijn beschrieb 1981 die Untergattung Heterometrus, in die er auch Heterometrus liophysa stellte. Die Untergattung Heterometrus und alle anderen von Couzijn beschriebenen Untergattungen wurden 2004 von František Kovařík in seiner Revision der Gattung Heterometrus aufgehoben.[18][19]
- Heterometrus (Heterometrus) madoerensis Couzijn, 1981: Couzijn verlieh der bereits 1921 von Kopstein beschriebenen Unterart madoerensis den Artrang. Sie wurde von Kovařík 2004 zum Synonym von Heterometrus liophysa erklärt.[1][14]